# Meunasah Tuha (Suka Makmur)
Meunasah Tuha is een bestuurslaag in het regentschap Aceh Besar van de provincie Atjeh, Indonesië. Meunasah Tuha telt 222 inwoners (volkstelling 2010).